# Carolina Yuste
Carolina Ortega Yuste (Badajoz, 30 de juliol de 1991) és una actriu espanyola de cinema, teatre i televisió, guanyadora en 2019 del premi Goya a l'actriu de repartiment pel seu treball a Carmen y Lola (2018) i un Premi Goya a l'actriu protagonista per La infiltrada (2025).

## Trajectòria
Després de formar-se a Madrid a la Reial Escola Superior d'Art Dramàtic i al centre de recerca teatral La Manada va començar a treballar en teatre amb Las brujas (2012). Yuste inicia la seva experiència en cinema el 2016 participant en el llargmetratge Historias Románticas (Un Poco) Cabronas, d'Alejandro González Ygoa, una "anti-comèdia romàntica" de cinema independent realitzada amb 11 tècnics i 32 actors i actrius joves i amb un pressupost ínfim i continua amb el curt Libélulas (2017) d'Alba Pino. Arriba també el seu primer treball en televisió amb el paper de Dorita a La sonata del silencio.
El 2017 participa en el rodatge de Carmen y Lola dirigida per Arantxa Echevarría que la situaria en primera línia de la interpretació al cinema amb el personatge de Paqui. Yuste va ser l'única actriu professional del projecte.En 2018 forma part del repartiment de la sèrie Brigada Costa del Sol protagonitzada per Hugo Silva, Álvaro Cervantes, Miki Esparbé i Jesús Castro mentre continua la gira de teatre amb Hablar por hablar sota la direcció de Fernando Sánchez Cabezudo.
Al febrer de 2019 va rebre el Premi Goya a la millor actriu de repartiment pel seu treball a Carmen y Lola dirigida per Arantxa Echevarría. En rebre el guardó va destacar "el valor d'un projecte cinematogràfic en el qual el 70 per cent són dones en llocs de decisió".
El 2019 continua la seva carrera al teatre amb Suaves que coprotagonitza amb Esther Ortega al Teatro Pavón de Madrid.
El 2023 coprotagonitza Saben aquell de David Trueba interpretant gairebé íntegrament en català el paper de Conchita Alcaide, esposa de l'humorista Eugenio

## Filmografia

### Cinema
- Historias románticas (un poco) cabronas (2016) llargmetratge, Direcció: Alejandro González Ygoa. Personatge: Ana.
- Libélulas (2017) curt, Direcció: Alba Pino. Personatge: Claudia.
- Noviembre 1992 (2017) curt, Direcció: Alba Pino. Personatge: Carol.
- El papel de Karim (2017) curt, Direcció: Yassin Oukhiar. Personatge: Bea.
- Quien te cantará (2018) llargmetratge Direcció Carlos Vermut. Personatge: Ana.
- Carmen y Lola (2018) llargmetratge, Direcció: Arantxa Echevarría. Personatge: Paqui.
- Hasta el cielo (2020) llargmetratge, Direcció: Daniel Calparsoro. Personatge: Estrella
- Chavalas (2021) llargmetratge, Direcció: Carol Rodríguez Colás. Personatge: Desi
- El Cover (2021) llargmetratge, Direcció: Secun de la Rosa. Personatge: Margarita
- Sevillanas de Brooklyn (2021), largmetratge. Direcció: Vicente Villanueva. Personatge: Ana Galindez Parra.
- La familia perfecta (2021), llargmetratge. Direcció: Arantxa Echevarría. Personatge: Sara.
- Girasoles silvestres (2022), llargmetratge. Direcció: Jaime Rosales. Personatge: Maite.
- Chinas (2023), llargmetratge. Direcció: Arantxa Echevarría. Personatge: Amaya.
- Saben aquell (2023), llargmetratge. Direcció: David Trueba. Personatge: Concepción Alcaide.

### Televisió
- La sonata del silencio (2016) TVE. Dir. Iñaki Peñafiel. Personatge: Dorita.
- Brigada Costa del Sol (2019) Telecinco. Personatge secundari: Sole Padilla.
- Caronte (2020) Amazon Prime Video i Telecinco. Episodi 11: Ana. Personatge: Ana Novo.
- Sense Rastre (2023) Amazon Prime Video sèrie de televisió. Personatge: Desi

### Teatre
- Las brujas (2012) Dir Ildelfonso San Félix Personatge : Andrea
- Restos humanos sin identificar (2014) Dir Carlos Silveira- Carlos Tuñón Personatge: Candy
- Punk Rock (2014) Dir José Luís Arellano Personatge Cissy
- Fuenteovejuna (2015) Dir José Luís Arellano Personatge: Laurencia
- César y Cleopatra (2016) Dir Magüi Mira Personatge Cleopatra Joven.
- Séneca (2017) Dir. Emilio Hernández. Personatge Acté. Producció: Centro Dramático Nacional. Festival Teatro Clásico Mérida.
- Hablar por hablar (2018-2019) Dir. Fernando Sánchez Cabezudo. Personatges: Ana, Rosa, Locutora, Vecina, Bailarina de Club.
- Suaves (2019) escrita i dirigida per Gon Ramos. Personatge protagonista. In Gravity / El Pavón Teatro Kamikaze.
- Prostitución (2020) Dir Andrés Lima

### Dansa
- Seinabu, un relato africano (2009-2011) Dir. Cristina Rosa Velard
- Contemporanean (2011) Dir. María Lama

## Premis

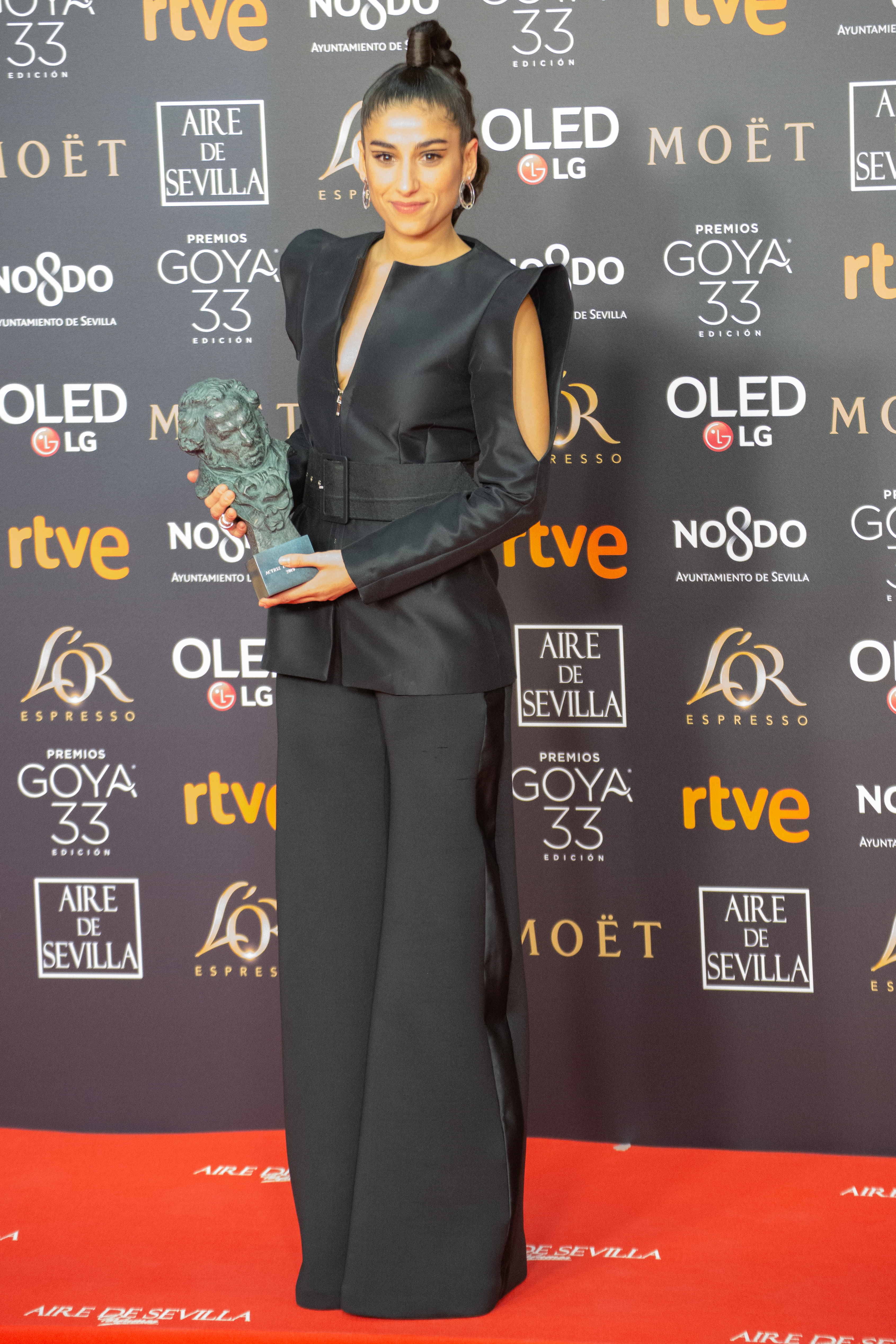
Carolina Yuste recollint el Goya

Premis Goya
| Any  | Categoria                                    | Pel·lícula    | Resultat   |
| ---- | -------------------------------------------- | ------------- | ---------- |
| 2019 | Millor interpretació femenina de repartiment | Carmen y Lola | Guanyadora |
| 2024 | Millor actriu                                | Saben aquell  | Nominat    |
| 2025 | Millor actriu                                | La infiltrada | Guanyadora |
| 2025 | Millor curtmetratge documental               | Ciao bambina  | Nominat    |